# SleepTeam
SleepTeam je česká firma zabývající se vývojem počítačových her. Firma byla založená v Praze Jaroslavem Wagnerem, Radkem Matějkou a Luborem Kopeckým v roce 1996 s cílem vyvíjet hry pro platformu PC, nyní sídlí v Brně.
Prvním a dosud největším projektem SleepTeamu byla úspěšná adventura Polda, aneb s poctivostí nejdřív pojdeš vydaná před Vánoci 1998 pro MS-DOS a Windows. Dabing a distribuci zařídila firma Zima Software, ta se poté ujala pokračování Polda 2. SleepTeam se už na pokračování nechtěl podílet, a proto se zaměřil na freeware hry.
Společnost v roce 2001 vydala 2D střílečku Bulánci, multiplayer byl velmi oblíbený především v počítačových učebnách na školách. V Česku byla hra vydána jako freeware a v zahraničí od roku 2003 jako placená hra pod jménem Combat Pillows. Poté firma vydala několik miniher: Dispečer (říjen 2004), Logicon (říjen 2004), Fuk/Puck (listopad 2004), Bank Shot (leden 2005) a Drak (prosinec 2006). SleepTeam roku 2011 založil ocenění Česká hra roku.
V roce 2023 vyšla hra Bulánci 2.